# 赣榆话
赣榆话为通行于江苏省连云港市赣榆区境内的方言，一般认为属于汉语中原官话郑曹片，也有人认为属于胶辽官话青莱片。赣榆地处江苏北部，与山东省和连云港市（原海州直辖地区）接壤，语音和词汇上受到多重方言，如江淮官话、冀鲁官话等影响。因而在方言中，赣榆话具有其独特的地位。赣榆话的内部也有较大差异，但彼此之间可以相互通话。

## 归属
汉语方言分区的依据主要是声调的分化，官话的划分依据仍然贯彻这一标准，根据这一标准划分中原官话的主要依据是古清入和次浊入今归阴平；划分胶辽官话的主要依据是古清入归今上声，古次浊入今归去声。按《赣榆方言志》描写的赣榆音系的特点：“县内大部分地区(包括青口镇)古清入和次浊入声字今读阴平，古全浊入声字今读阳平”，赣榆方言应归中原官话区。但是赣榆话今声母和胶辽官话相同，又似应归胶辽官话区。事实上，赣榆方言处于胶辽官话和中原官话的过渡地带，兼具两者的一些特征。

## 内部分区
赣榆方言语音大体分为五个语区，相邻语区之间并无绝对明显界限，有混合现象。
- 青口语区，以青口镇为中心、沿青口河两岸的乡镇，包括城东、城南、赣马、官河、门河、朱堵、殷庄（范河以北）、土城（东部）、徐山、塔山、宋庄（部分村庄）等。
- 海头语区，以龙河乡为中心、沿龙河两岸的乡镇，包括海头、厉庄、徐福、九里（大部分村庄）、石桥（少数村庄）等。
- 沙河语区，以沙河镇为中心、沿大沙河（新沭河）两岸的乡镇，包括大岭、殷庄（范河南部）、墩尚、罗阳等（语音接近东海方言）。
- 柘汪语区，以柘汪镇为中心，包括与北部山东日照接壤的马站、九里（北部部分村庄）等（语音接近以日照方言）。
- 黑林语区，以黑林镇为中心，包括。地处赣榆西部的吴山、欢墩、夹山、班庄等（语音接近临沂方言）。

## 语音

### 特征
从语音特征上看，赣榆话兼具中原官话和胶辽官话的某些特点。
- 分尖团。古精清从心邪五母字今音不分洪细都读[ts、tsʰ、s]，古见溪群晓匣五母字今细音读[k、kʰ、x]，与北京不同。
- 古日母字今大部分读Ø声母。
- 声母系统中有[ts、tsʰ、s][tʂ、tʂʰ、ʂ]和[tʃ、tʃʰ、ʃ]三组声母。
- 果摄见晓组一等开口、合口两类字部分同音，或者文读不同音、白读同音。
- 古曾、梗摄“德、麦”韵合口部分入声字今韵母为[u]或[uei]，分别与臻、遇、蟹摄的“没、暮、贿”等韵的一些字同音。

### 声母
据《江苏省志·方言志》，赣榆话有21个声母：
| p 八步别边     | pʰ 匹怕盘偏  | m 门毛米麻 | f 飞冯房发 |
| t 德道夺底     | tʰ 他太同题  | n 难年女你 | l 兰连吕里 |
| ts 聚节祖增    | tsʰ 取齐醋仓 |            | s 修旋须散 |
| tʂ 争追泽之    | tʂʰ 撑初垂眵 |            | ʂ 生蜀税示 |
| tʃ 朱争张真    | tʃʰ 出称抽春 |            | ʃ 书声扇身 |
| k 居期古耕     | kʰ 去旗苦坑  |            | x 虚溪虎恒 |
| Ø 五微约云然日 |              |            |            |

### 韵母
据《江苏省志·方言志》，赣榆话有基本韵母37个：
| ɿ （ə）资雌斯自 | i 衣地知日   | u 武故鹿国   | y 雨主出欲   |
| ʅ （ə）知齿诗志 |              |              |              |
| a 巴沙辣答      | ia 家牙甲峡  | ua 花瓜蛙刷  |              |
| ɤ 河科各活      | ie 姐也铁舌  | uɤ 波罗桌削  | yɤ 靴缺月酌  |
| ai 猜盖埋败     | iai 介蟹鞋矮 | uai 怪帅怀外 |              |
| ei 倍岁飞革     | uei 灰吹追伟 |              |              |
| au 保袄曹找     | iau 召潮苗条 |              |              |
| əu 斗口欧搜     | iəu 丑收秋忧 |              |              |
| ər 耳儿而贰     |              |              |              |
| an 贪斩凡安     | ian 减闪甜颜 | uan 短全弯选 | yan 船权元软 |
| ən 根村伦分     | in 林沉心民  | uən 昆昏荀俊 | yn 春均勋准  |
| aŋ 桑康方汤     | iaŋ 娘张香江 | uaŋ 庄光匡双 |              |
| əŋ 登生耕丛     | iŋ 冰升京青  | uŋ 东终松翁  | yŋ 倾兄容凶  |

### 声调
赣榆话总共有四个可以区分开来的声调，在第一，第二个声调中分化出平、入两种声调。也就是说，赣榆话共有六个音韵学上的声调。只是阴平和阴入，阳平和阳入的调值相同罢了。各个声调调值如下：
| 普通话声序 | 普通话调类、调值 | 赣榆话调类、调值 |
| ---------- | ---------------- | ---------------- |
| 一声       | 阴平55           | 阴平（入）213    |
| 二声       | 阳平35           | 阳平（入）55     |
| 三声       | 上声214          | 上声324          |
| 四声       | 去声51           | 去声51           |

像“法，笔，克”等入声字，赣榆话都读平声，而普通话则归入上声和去声。
所有入声字，除了“六”和“玉”等极个别的例子，在赣榆话里都读平声。
注：入声字就是古汉语中以-p,-k,-t,结尾的字。如：六在古汉语中读作liuk.

### 语流音变
- 连读引起变调，详细见下表：

| +           | 第一个字213 | 第一个字55 | 第一个字324 | 第一个字51 |
| ----------- | ----------- | ---------- | ----------- | ---------- |
| 第二个字213 | 13+213      | 不变       | 55+213      | 31+213     |
| 第二个字55  | 13+55       | 51+55      | 24+55       | 31+55      |
| 第二个字324 | 13+24       | 51+24      | 51+24       | 31+24      |
| 第二个字51  | 13+51       | 不变       | 31+24       | 31+51      |

## 研究专著
赣榆县处于行政交接之地，方言过渡之区，南接属江淮官话洪巢片的连云港市市区，西界属中原官话郑曹片的临沭县，北邻属胶辽官话青莱片莒照小片的日照、莒南，西北与冀鲁官话区相去不远，境内方言极具特色，一直为国内外语言学界广为关注。研究赣榆话的专著列举如下：
- 《江苏省和上海市方言概况》
- 《赣榆县志·第二十八篇方言》
- 《江苏省志·方言志》
- 《赣榆方言志》
- 《赣榆方言研究》